# Raiffeisenbank Rottumtal
Die Raiffeisenbank Rottumtal eG war eine Genossenschaftsbank mit Sitz in Ochsenhausen. Ihr Geschäftsgebiet umfasste den mitt-östlichen Teil des Landkreises Biberach.

## Geschichte
- 1896 Gründung der Raiffeisenbank Reinstetten eG
- 1959 Fusion der Raiffeisenbank Reinstetten eG mit der Darlehenskasse Laubach (gegründet 1899)
- 1972 Fusion der Raiffeisenbank Reinstetten eG mit der Spar- und Darlehenskasse Hürbel (gegründet 1904)
- 1994 Fusion der Raiffeisenbank Reinstetten eG mit der Raiffeisenbank Gutenzell eG (gegründet 1900)
- 1999 Fusion der Raiffeisenbank Reinstetten eG mit der Raiffeisenbank Dürnach-Rottumtal eG und der Raiffeisenbank Steinhausen eG zur Raiffeisenbank Rottumtal eG
- 2017 Fusion der Raiffeisenbank Rottumtal eG mit der Raiffeisenbank Riss-Umlach eG zur Raiffeisenbank Biberach eG